# Cipriano Pelli

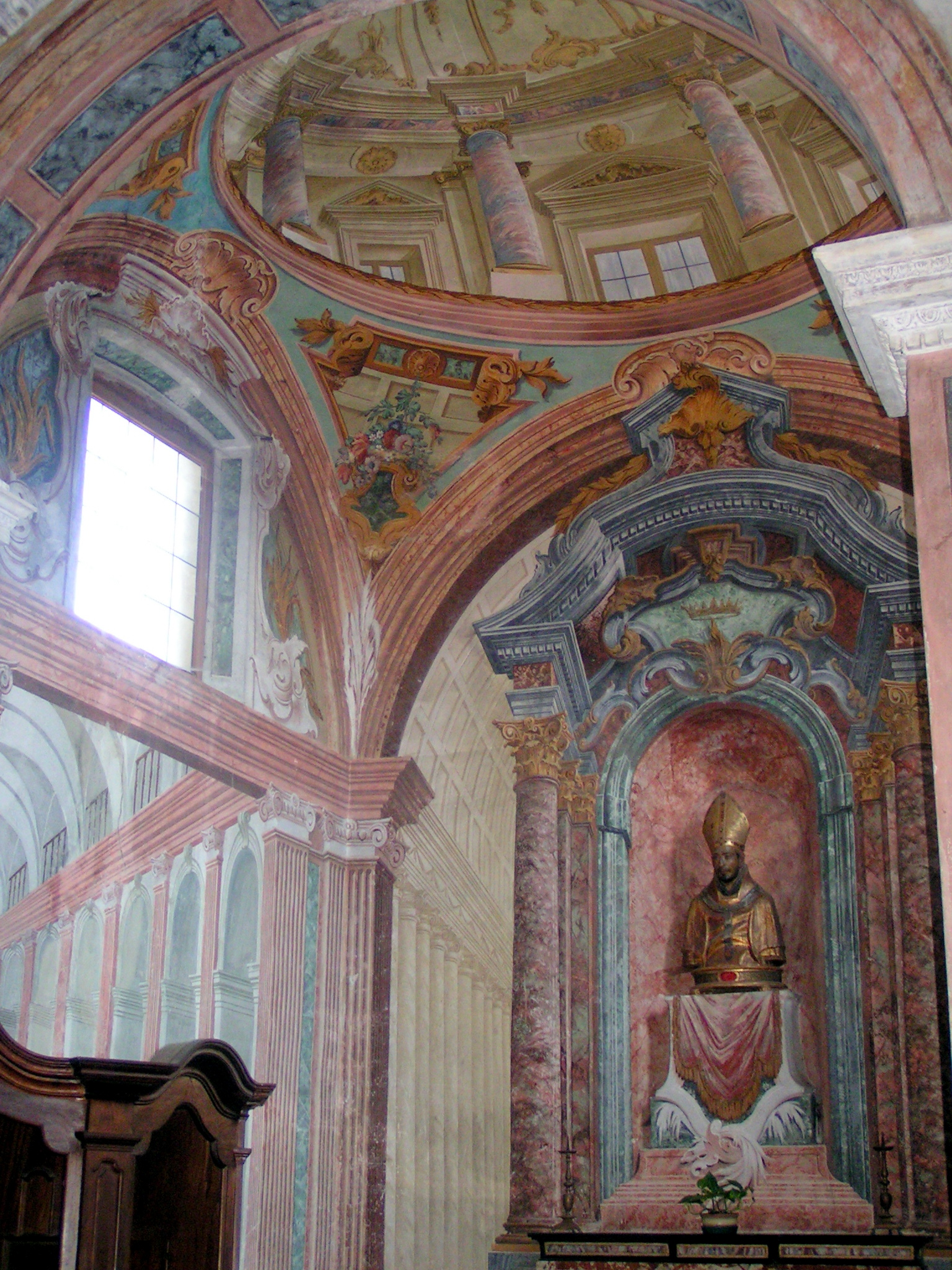
Affresco del 1795 nella cappella della Checcia nella chiesa di Santa Maria del Sasso.

Cipriano Pelli (Aranno, 1750 – 22 dicembre 1822) è stato un pittore, politico, scenografo teatrale svizzero-italiano.

## Biografia
Nasce ad Aranno, Canton Ticino, Svizzera. Il padre Domenico è architetto, la madre Giacoma Antonia Fossati appartiene a una celebre famiglia di artisti ticinesi di Morcote.
Cipriano prende giovanissimo la via di Venezia, dove ha per maestro Domenico Fossati, pittore, fratello di sua madre. Non è escluso che abbia anche studiato con il nonno, l'architetto Giorgio Domenico Fossati.
Dai pochi documenti si può dedurre che il giovane lavora inizialmente con lo zio, scenografo teatrale e pittore prospettico molto noto, attivo a Venezia e in altre città dell'Italia nord orientale. La firma su un dipinto (Ciprian Pelli fecit anno 1767 Venezia) permette di constatare che Cipriano è pittore molto precoce e di un certo talento.
Verso il 1777 Cipriano, che ha solo 27 anni, passa un lungo periodo in patria. In quell'anno si sposa a Vico Morcote con Orsola Ruggia, dal matrimonio nasce il figlio Vittore (pure lui pittore e valido scenografo a Venezia), e svolge anche un'intensa attività di pittore prospettico decorando con affreschi illusionistici la chiesa di San Vittore di Aranno e la chiesa di San Lorenzo di Ligornetto. Sono decorazioni di qualità, che testimoniano di una grande padronanza tecnica, frutto non solo di studi, ma di un'esperienza pratica e concreta del mestiere.
Dieci anni dopo, Cipriano è in Danimarca, dove dipinge le scenografie della tragedia "Emilia Galotti" di Lessing andata in scena a Copenaghen il 15 settembre 1786. Il suo operato ha successo, e gli viene affidata un'altra pièce, il balletto Semiramide. Ne troviamo le lodi negli annali danesi del teatro: ...un'eccellente decorazione di Pelli, un magnifico scenografo italiano che fu autore della decorazione degli appartamenti reali e della sala d'udienza, ottennero la grande ammirazione del pubblico. Una decina d'anni dopo, verso il 1795, esegue il suo ultimo lavoro conosciuto: la cupola in trompe-l'oeil della cappella Checcia nella chiesa di Santa Maria del Sasso di Morcote.
Restano diversi suoi disegni per scenografie, opere su carta e alcune pitture su tela, nelle quali paesaggi e rovine di sapore preromantico si sposano con architetture più geometriche. L'artista si ispira spesso da vicino ai maestri veneti del Settecento. Dopo il 1790 ritorna definitivamente in patria: i documenti ticinesi si fanno più numerosi, e suggeriscono una presenza stabile ad Aranno. È in quegli anni che, secondo gli studiosi, l'artista comincia a insegnare regolarmente disegno architettonico, prospettiva e pittura, fondando una vera e propria scuola. In un autoritratto di quegli anni, il pittore più o meno cinquantenne, tiene in mano un suo disegno di tempio antico.
Le ultime sue notizie datano degli anni della Repubblica Elvetica: l'artista, personaggio importante nella regione, svolge un'intensa attività politica. Prima, nel Consiglio di Governo formato a Lugano nel marzo 1798; poi nel Consiglio Provvisorio di Governo del luglio 1799; di questo Consiglio diventa, un mese dopo, Presidente.
Dal 1802 fino alla morte, sopravvenuta il 22 dicembre 1822, di lui non restano altre notizie.